# جايسون دونوفان
جايسون دونوفان (بالإنجليزية: Jason Donovan)‏ هو مغني وممثل أسترالي، ولد في 1 يونيو 1968 بملبورن في أستراليا. بدأ مشواره المهني سنة 1980.

## أعمال

### مسلسلات
- جيران

## وصلات خارجية
- جايسون دونوفان على موقع IMDb (الإنجليزية)
- جايسون دونوفان على موقع ألو سيني (الفرنسية)
- جايسون دونوفان على موقع ميوزك برينز (الإنجليزية)
- جايسون دونوفان على موقع أول موفي (الإنجليزية)
- جايسون دونوفان على موقع قاعدة بيانات الأفلام السويدية (السويدية)
- جايسون دونوفان على موقع إن إن دي بي (الإنجليزية)
- جايسون دونوفان على موقع أول ميوزيك (الإنجليزية)
- جايسون دونوفان على موقع ديسكوغز (الإنجليزية)
- جايسون دونوفان على موقع قاعدة بيانات الفيلم (الإنجليزية)
- جايسون دونوفان على موقع كينوبويسك (الروسية)